# Míčovka
Míčovka (Pilularia) je rod drobných, vytrvalých, s vodním prostředím přímo svázaných různovýtrusných kapradin z čeledi marsilkovitých.

## Rozšíření
Rod se skládá ze tří až šesti druhů řídce se vyskytujících v severním mírném pásu, horských oblastech Etiopie a jižním mírném pásu v Austrálií, na Novém Zélandu a v Jižní Americe. V České republice roste jediný druh míčovka kulkonosná který byl znovuobjeven téměř po 70 létech, mezitím byl zde považován za vyhynulý druh.

## Popis
Míčovky jsou světlomilné a málo konkurenceschopné, nejlépe prospívají v řídké vegetaci jiných rostlin v nehlubokých vodních nádržích na pravidelně obnažovaných dnech blízko břehů, kde rostou ve vlhké půdě a jsou střídavě zaplavovány vodou. Jsou náročné na stanoviště s krátkodobě proměňujícími se hydrologickými podmínkami. Neprospívá jim silné vysychání ani dlouhodobé zatopení hlubokou vodou, taktéž často uhynou při intenzivních mrazech. Vyžadují vodu čirou, neutrální až slabě kyselou a s minimem dusíku a fosforu.
V půdě jsou vytrvalé rostliny ukotveny dlouhým plazivým oddenkem z kterého hustě vyrůstají kořeny a trávovité nitkovité listy. Délka listů je při růstu ve vlhké půdě mnohem kratší než při růstu ve vodě, tam se odvíjí od výšky vodního sloupce. V mládí jsou listy, jako u všech kapradin, svinuté do spirály a teprve s růstem se narovnávají.

## Rozmnožování
Mimo vegetativního rozmnožování oddenky se míčovka rozmnožuje i generativně výtrusy. Na bázi listů vyrůstají drobné samčí a samičí několikapouzdré kulovité sporokarpy, což jsou soubory samčích a samičích výtrusnic (sporangií) překryté přeměněným listem. V pouzdře je výtrusná kupka obsahující více menších samčích výtrusů (mikrospory) a obvykle jeden větší samičí výtrus (megaspora). Morfologicky i velikostně se výtrusy od sebe odlišují a odtud pojmenování míčovek kapradiny různovýtrusné (heterosporické).
V období kdy rostou "na suchu" se vytváří více sporokarpů, pro jejích oplození je ale nutné vodní prostředí. Mohou po nějakou dobu růst pouze ve vlhké půdě, bez zaplavení se ale nemohou rozmnožovat. Oplozené výtrusy (spory) přežívají ve vlhku po delší dobu, na jiná místa jsou obvykle roznášeny nalepeny na peří vodních ptáků.

## Taxonomie
Rod míčovka je dle různých autorů rozdělen do rozličného počtů druhů. V Evropě se vyskytují druhy dva:
- míčovka kulkonosná (Pilularia globulifera) L.
- míčovka nejmenší (Pilularia minuta) Durieu

a mimo Evropu jsou rozpoznávány další tři:
- Pilularia americana A. Braun
- Pilularia novae-hollandiae A. Braun
- Pilularia novae-zealandiae Kirk